# 斯捷波韦 (比利基市镇)
49°13′52″N 34°25′24″E / 49.23111°N 34.42333°E
斯捷波韋（羅馬化：Stepove），2016年前称恰帕耶韦（烏克蘭語：Чапаєве），是烏克蘭中部波爾塔瓦州波爾塔瓦區的村落，分別距離穆希納赫雷布利亞2公里和切爾沃尼克維特2.5公里，海拔高度82米，2001年人口226。